# Montfort-sur-Meu
Montfort-sur-Meu település Franciaországban, Ille-et-Vilaine megyében. Lakosainak száma 6767 fő (2022. január 1.). Montfort-sur-Meu Bédée, Iffendic, Talensac és Breteil községekkel határos.

## Népesség
A település népességének változása:
| Lakosok száma | 2965 | 4301 | 4675 | 6028 | 6483 | 6556 | 6653 | 6726 | 6743 | 6767 |
|               | 1968 | 1982 | 1990 | 2006 | 2013 | 2015 | 2017 | 2019 | 2020 | 2022 |